# أوليفيري
أوليفيري (بالإيطالية: Oliveri) هي بلدية في مقاطعة ميسينا في صقلية الإيطالية.

## السكان
في سنة 1861 بلغ عدد السكان 571 نسمة، وتطور العدد ليصل في سنة 2011 لـ 2٬157 نسمة.
يظهر هذا المخطط البياني تطور النمو السكاني لـ أوليفيري